# Zbigniew Preisner
Zbigniew Antoni Preisner z d. Kowalski (ur. 20 maja 1955 w Bielsku-Białej) – polski kompozytor muzyki filmowej oraz teatralnej, znany m.in. ze współpracy z Krzysztofem Kieślowskim, a także producent muzyczny. Właściciel Preisner Studio. Członek Francuskiej Akademii Sztuki i Techniki Filmowej.

## Życiorys
Preisner urodził się 20 maja 1955 w Bielsku-Białej. Kiedy miał 10 lat jego rodzina przeniosła się do wsi Brzana koło Bobowej, gdzie uczęszczał do szkoły podstawowej. Uczył się grać na gitarze i fortepianie. Grać uczył się samodzielnie – ze słuchu odtwarzał wysłuchane nagrania. W liceum zaczął komponować, nie ukończył jednak żadnej szkoły muzycznej. W Bobowej ukończył Liceum Ogólnokształcące im. Henryka Sienkiewicza, a następnie od 1974 r., po zdaniu matury, studiował historię oraz filozofię na Uniwersytecie Jagiellońskim w Krakowie.
W 1977 rozpoczął współpracę z kabaretem literackim „Piwnica pod Baranami” w Krakowie. Pod wpływem Zygmunta Koniecznego zaczął pisać muzykę do „piosenek artystycznych”. Po sukcesach w Piwnicy rozpoczął współpracę ze Starym Teatrem w Krakowie, a później przyszedł czas pierwszych kompozycji filmowych. W 1982 roku pracował nad Prognozą pogody razem z Antonim Krauzem, dzięki któremu poznał Krzysztofa Kieślowskiego. Film Bez końca zapoczątkował stałą współpracę z Kieślowskim. Razem ze scenarzystą Krzysztofem Piesiewiczem stworzyli telewizyjny cykl Dekalog (1988), Podwójne życie Weroniki (1991) oraz trylogię Trzy kolory (1993–1994). W części IX „Dekalogu”, „Trzech Kolorach – Niebieskim” i „Czerwonym”, oraz w „Podwójnym życiu Weroniki” można usłyszeć Elżbietę Towarnicką, której sopran brzmi na 12 płytach Preisnera. Śmierć Kieślowskiego (1996) uniemożliwiła realizację ich drugiego tryptyku: Niebo, Czyściec, Piekło. Dwukrotnie część swoich kompozycji do filmów Kieślowskiego Preisner podpisał pseudonimem – nazwiskiem fikcyjnego holenderskiego kompozytora Van den Budenmayera.
Z początkiem lat dziewięćdziesiątych XX w. Preisner stał się znany na świecie. W tym okresie napisał muzykę do filmów różnych reżyserów, m.in. do filmu Domena władzy Johna Irvina, do Zabawy w Boga brazylijskiego reżysera Héctora Babenco, do filmów Agnieszki Holland, do Skazy Louisa Malle, do filmu Kiedy mężczyzna kocha kobietę Luisa Mandokiego itd. W sumie skomponował muzykę do ponad 80 filmów.
W 1994 zdobył Césara za muzykę do filmu Trzy kolory. Czerwony, w 1995 za kompozycję do filmu Jeana Beckera Élisa. W 1997 zdobył Srebrnego Niedźwiedzia na Festiwalu Berlińskim za Wyspę przy ulicy Ptasiej. Trzykrotnie (1991, 1992, 1993) został uznany za Najwybitniejszego Kompozytora Muzyki Filmowej przez Stowarzyszenie Krytyków Filmowych w Los Angeles. Kilka razy był nominowany do Złotego Globu: w 1992 roku za muzykę do filmu Zabawa w Boga oraz 1994 za Trzy kolory. Niebieski. 2016 otrzymał nagrodę Cinema Brazil Grande Prize za muzykę do filmu The history of eternity #W 2018 na międzynarodowym festiwalu filmowym w Hajfie odebrał nagrodę za wybitne zasługi dla muzyki filmowej #, a w 2022 nagrodę honorową za osiągnięcia życia podczas międzynarodowego festiwalu w Izmirze #.
1 października 1998 w Teatrze Wielkim w Warszawie odbyła się prapremiera Requiem dla mojego przyjaciela (ponownie z udziałem Elżbiety Towarnickiej). Początkowo miało stanowić narrację do kolejnego scenariusza Piesiewicza, ale po śmierci Kieślowskiego stało się dziełem poświęconym pamięci zmarłego. Wkrótce potem ukazał się album: pierwsza niefilmowa płyta Preisnera. W 1999 roku Preisner napisał 10 łatwych utworów na fortepian, które następnie ukazały się na płycie w wykonaniu Leszka Możdżera. W tym samym roku powstał album Moje kolędy na koniec wieku, na którym znalazła się między innymi znana Kolęda dla nieobecnych z tekstem Szymona Muchy.
W 2001 roku prowadził program Historia muzyki popularnej w radiu RMF FM. W 2006 roku wystąpił z orkiestrą wraz z Davidem Gilmourem w koncercie w Gdańsku, w 2016 roku wystąpił wraz z orkiestrą NFM z Davidem Gilmourem we Wrocławiu #.
Został członkiem komitetu poparcia Bronisława Komorowskiego przed przyspieszonymi wyborami prezydenckimi 2010 i przed wyborami w 2015. Postanowieniem z 24 kwietnia 2012 „za wybitne zasługi dla polskiej i światowej kultury, za osiągnięcia w pracy twórczej i artystycznej” został przez prezydenta RP Bronisława Komorowskiego odznaczony Krzyżem Oficerskim Orderu Odrodzenia Polski. Uroczystość uhonorowania odbyła się 3 maja 2012.
Zasiadał w jury sekcji „Cinéfondation” na 59. MFF w Cannes (2006).
Od 31 maja 2023 r. uchwałą Rady Miejskiej w Bobowej otrzymał godność Honorowego Obywatela Gminy Bobowa. Preisner przyjął ten tytuł podczas uroczystej gali 25 czerwca 2023 r.

## Życie prywatne
Był żonaty z Ewą Preisner, krakowską artystką malarką, od której przyjął nazwisko.
Siostrą Preisnera jest Tamara Kalinowska – artystka „Piwnicy pod Baranami”.

## Dyskografia
Ścieżki dźwiękowe
| Rok  | Tytuł                                                                        | Polski tytuł                  | Uwagi                                                                             |
| ---- | ---------------------------------------------------------------------------- | ----------------------------- | --------------------------------------------------------------------------------- |
| 1988 | Le Complot                                                                   | Zabić księdza                 | Virgin                                                                            |
| 1990 | Europa, Europa                                                               | —                             | DRG, ścieżka dźwiękowa wydana w 1993 roku wraz z muzyką do filmu Olivier, Olivier |
| 1991 | Les Dix Commandements. Le Décalogue                                          | Dekalog (1989)                | Amplitude                                                                         |
| 1991 | La Double Vie De Véronique (The Double Life of Veronika)                     | Podwójne życie Weroniki       | Virgin                                                                            |
| 1992 | At Play in the Fields of the Lord (Original Soundtrack Recording)            | Zabawa w Boga                 | Fantasy                                                                           |
| 1992 | Olivier, Olivier                                                             | —                             | DRG, ścieżka dźwiękowa wydana w 1993 roku wraz z muzyką do filmu Europa, Europa   |
| 1992 | Damage (Original Motion Picture Soundtrack)                                  | Skaza (film)                  | Varèse Sarabande                                                                  |
| 1993 | The Secret Garden (Original Motion Picture Soundtrack)                       | Tajemniczy ogród              | Varèse Sarabande                                                                  |
| 1993 | Trois Couleurs: Bleu (Bande Originale Du Film)                               | Trzy kolory. Niebieski        | Virgin, ZPAV: platynowa płyta                                                     |
| 1994 | Trois Couleurs: Blanc (Bande Originale Du Film)                              | Trzy kolory. Biały            | Virgin, ZPAV: złota płyta                                                         |
| 1994 | Trois Couleurs: Rouge (Bande Originale Du Film)                              | Trzy kolory. Czerwony         | Virgin, ZPAV: złota płyta                                                         |
| 1994 | Quartet in 4 Movements (Original Motion Picture Soundtrack)                  | —                             | Columbia Records, oraz Manolis Lidakis i Elżbieta Towarnicka                      |
| 1994 | When A Man Loves A Woman (Music From The Original Motion Picture Soundtrack) | Kiedy mężczyzna kocha kobietę | Hollywood Records                                                                 |
| 1995 | Élisa (Bande Originale Du Film De Jean Becker)                               | Eliza                         | Philips                                                                           |
| 1997 | FairyTale: A True Story (Music From the Motion Picture)                      | Elfy z ogrodu czarów          | Icon Records                                                                      |
| 1997 | Mouvements Du Désir (Bande Originale Du Film)                                | —                             | Sergent Major Company                                                             |
| 2000 | The Last September (Original Film Soundtrack)                                | Ostatni wrzesień (1999)       | Silva Screen                                                                      |
| 2000 | Aberdeen (Original Film Soundtrack)                                          | —                             | Silva Screen                                                                      |
| 2000 | Weiser (Original Film Soundtrack)                                            | —                             | Silva Screen/Koch Poland                                                          |
| 2002 | Between strangers                                                            |                               | Justin Time Records                                                               |
| 2003 | Effroyables jardins                                                          |                               | Warner Music France                                                               |
| 2004 | It's all about love                                                          |                               | First Name Soundtracks                                                            |
| 2005 | The Beautiful Country (Original Soundtrack)                                  | Kraina szczęścia (2004)       | Mellowdrama Records                                                               |
| 2008 | Anonyma – Eine Frau in Berlin (Original Soundtrack)                          | Kobieta w Berlinie            | Königskinder Schallplatten GmbH                                                   |
| 2013 | Aglaja (Original Soundtrack)                                                 | —                             | Quartet Records                                                                   |
| 2013 | Secret/Menachem and Fred                                                     |                               | Quartet Records                                                                   |
| 2016 | Queen of Spain                                                               | Królowa Hiszpanii             | Quartet Records/ Atresmedia Música                                                |
| 2018 | Valley of Shadows                                                            |                               | Caldera Records                                                                   |
| 2019 | The History of Eternity                                                      |                               | Caldera Records                                                                   |
| 2019 | Lost and Love                                                                |                               | Caldera Records                                                                   |
| 2020 | Angelica                                                                     |                               | Caldera Records                                                                   |
| 2020 | Mother didn't know                                                           |                               | wydanie cyfrowe                                                                   |
| 2021 | La double vie de Véronique (Remastered) LP                                   |                               | Preisner Productions                                                              |
| 2021 | Forgotten we'll be                                                           | Zostaniemy zapomniani         | Caldera Records                                                                   |
| 2021 | Man of God                                                                   |                               | Caldera Records                                                                   |

Inne
| Rok  | Tytuł                                    | Uwagi                                                                                     |
| ---- | ---------------------------------------- | ----------------------------------------------------------------------------------------- |
| 1995 | Preisner’s Music                         | Virgin, ZPAV: 2x platynowa płyta                                                          |
| 1998 | Requiem dla mojego przyjaciela           | Chester Music Ltd./Erato, POL #36, ZPAV: platynowa płyta                                  |
| 1999 | 10 łatwych utworów na fortepian          | Pomaton EMI, oraz Leszek Możdżer, ZPAV: złota płyta                                       |
| 1999 | Moje Kolędy na Koniec Wieku              | Plus GSM/Gazeta Wyborcza                                                                  |
| 2001 | Głosy                                    | Plus GSM/Gazeta Wyborcza                                                                  |
| 2003 | Kieślowski                               | MK2 Music                                                                                 |
| 2006 | David Gilmour – On an Island             | EMI/Columbia Records                                                                      |
| 2007 | Silence, Night & Dreams                  | Warner Classics, oraz Teresa Salgueiro, POL #12, ZPAV: złota płyta                        |
| 2008 | David Gilmour – Live in Gdańsk           | EMI/Columbia Records                                                                      |
| 2010 | Preisner’s Voices                        | Sony Music, POL #23, ZPAV: 3x platynowa płyta                                             |
| 2011 | Tides From Nebula – Earthshine           | Mystic Production                                                                         |
| 2012 | Skrzek, SBB, Preisner                    | Sony Music Entertainment, oraz Józef Skrzek i SBB                                         |
| 2013 | Diaries of Hope                          | Mystic Production, oraz Lisa Gerrard i Archie Buchanan, POL #24                           |
| 2015 | David Gilmour - Rattle that lock         | Columbia                                                                                  |
| 2015 | W poszukiwaniu dróg. Nowe i stare kolędy | Preisner Productions / Universal Music Polska, ZPAV: platynowa płyta                      |
| 2017 | 2016 Dokąd?                              | Universal Music Polska                                                                    |
| 2019 | Twilight                                 | Dominik Wania- solo piano; Universal Music Polska/Supertrain Records                      |
| 2019 | Melodies of my youth                     | Zbigniew Preisner, Lisa Gerrard, Dominik Wania, Universal Music Polska/Supertrain Records |
| 2020 | The best of Zbigniew Preisner            | wydanie cyfrowe                                                                           |
| 2020 | Psalm                                    | wydanie cyfrowe                                                                           |
| 2021 | Psalm Forever Remembered                 | Radosław Pujanek- skrzypce solo; wydanie cyfrowe                                          |
| 2022 | It's Not Too Late                        | Zbigniew Preisner & Lisa Gerrard; Preisner Productions                                    |
| 2022 | Stare i nowe kolędy, Live Wrocław 2020   | Zbigniew Preisner i Przyjaciele; Preisner Productions                                     |
| 2023 | It's Not Too Late (LP edition)           | Zbigniew Preisner & Lisa Gerrard; Preisner Productions                                    |